# Volkswagen Transporter
A Volkswagen Transporter a német Volkswagen által gyártott mikrobusz, amely 1950 óta van gyártásban. A típus több évtized alatt sok fejlődésen és elnevezési változáson esett át; előfordult Caravelle, Kombi, Microbus, Vanagon és Samba neveken is.

## Története

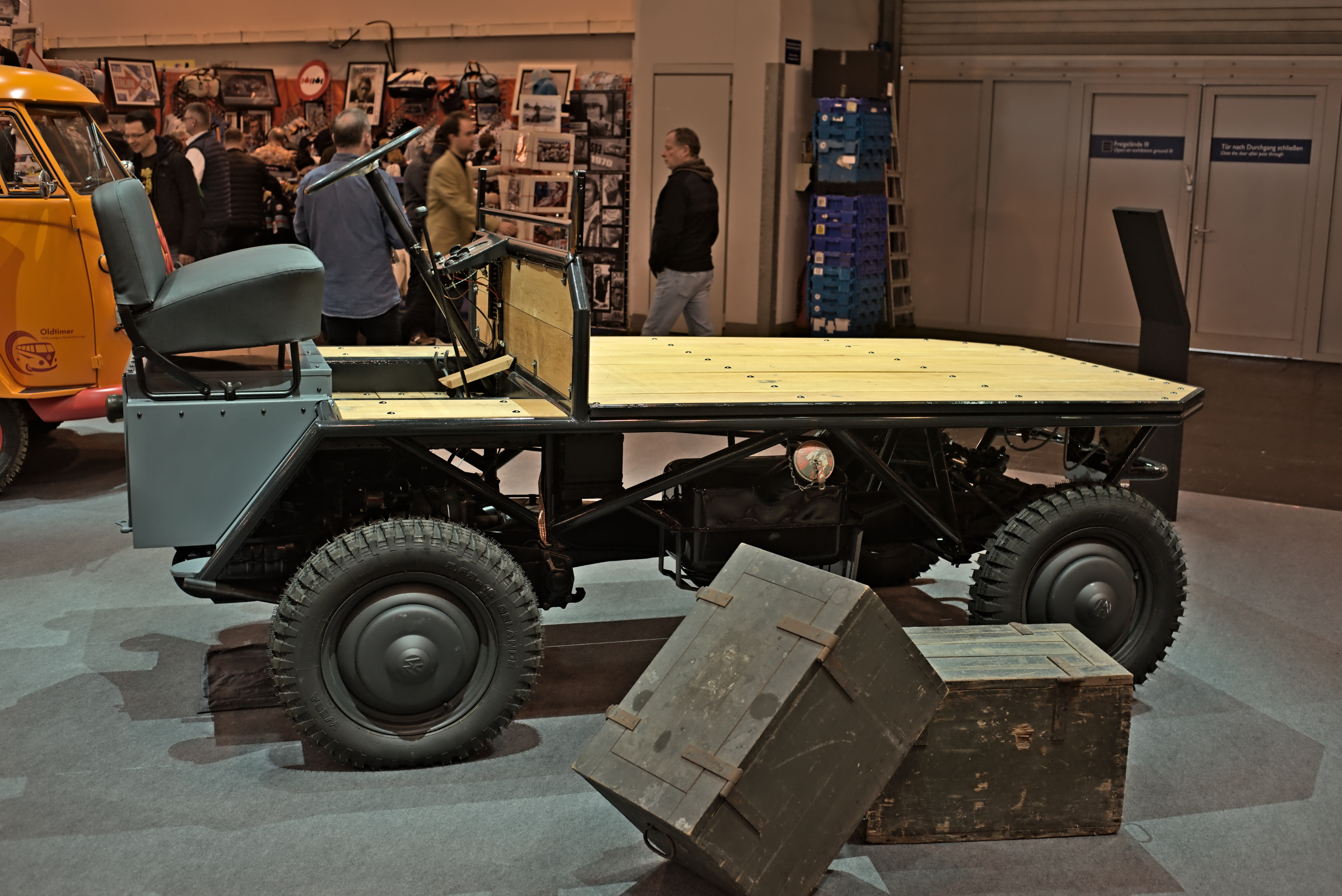
Palettenwagen replika, a Transporter őse

A típus története az 1940-es években kezdődött, ekkor egy Ben Pon nevű holland autókereskedő kereste fel a wolfsburgi gyárat, hogy Volkswagen Bogarakat importáljon. (Szintén Ben Pon nevű fia ismert autóversenyző lett hazájában.) Ekkor figyelt fel egy Bogár alkatrészekből tákolt szállítóalkalmatosságra, ami tengelyekből, alvázból, egy platós szállítófelületből és egy hátul kialakított vezetőhelyből állt; a Palettenwagen nevű rögtönzött járművel a gyáron belül szállították a nagyobb részegységeket. Pon úgy gondolta egy 750 kg terhelhetőségű zárt kasztnijú kisteherautó alapja lehetne a sajátos jármű, ezért egy rajzon fel is skiccelte az elképzelést 1947 áprilisában: a vezető az első tengely fölött foglal helyet, míg a motor hátra kerül, a többi rész pedig a szállítóterület, avagy raktér lenne.
A Volkswagen felkarolta az ötletet, és meg abban az évben el is készült a prototípus Typ 29 néven. A kocsi tömegét a Bogár alváza már nem bírta el, ezért saját létraalváz készült hozzá, a meghajtását a Bogár 25 lóerős motorja szolgáltatta, de a Kübelwagen portáltengelyes meghajtását is felhasználták hozzá, hogy javítsák a motor teljesítményét a megnövekedett tömeghez. A jobb légellenállás miatt került osztott szélvédő a kocsira, amik egymással tompaszöget zárnak be, ez több típusnál kihajtható lett. Jellegzetes formai elem lett a kocsi elején lévő „V”-idom. Az ígéretes eredmények után 1950-ben indult az első, akkor Typ 2-nek nevezett – a Typ 1 a Bogár volt – jármű gyártása, és a negyedik szériáig meg is maradt ez a név (angol nyelvben „Type”). A kocsi egyértelmű siker lett, járműként és kultúrális jelenségként is meghatározóvá vált. A későbbi évtizedekben a Transporternek nevezett kocsi az adott kor szerint változott, modernizálódott, idővel kikoptak belőle a Bogár alkatrészei is. Német nyelvterületen Bullinak is becézik.
A T-sorozat most hivatalos Volkswagen konszern autóipari platformnak számít. A generációkat egymás után T1, T2, T3, T4, T5 és T6 típusnévvel jelölik. A T-platformok megnevezéseit megelőzően az első három (T1, T2, T3) nemzedéket Typ 2-nek nevezték el, jelezve, hogy "viszonylagos helyzetük" az 1. típusú Bogár alapjaira épül. A T platform részeként az első három generáció retroaktív módon T1, T2 és T3 típusnevű. A sorozatokat az európai gyártás mellett, illetve annak megszűnése után is gyakorta gyártották Európán kívüli országokban, például Mexikóban vagy Brazíliában.
A VW Transporter a világ legkedveltebb furgonja, több mint 12 500 000 darabot adtak el belőle világszerte. A furgonon kívül számos változatban is kapható:  beleértve a kisteherautókat, a miniatűreket, a minibuszokat, a pick-upokat és a campervaneket. A Transporter versenytársai közé tartozik a Ford Transit, a Toyota Hiace , a Fiat Ducato és a Mercedes-Benz Vito.

## T1 (Typ 2; 1950–1967)

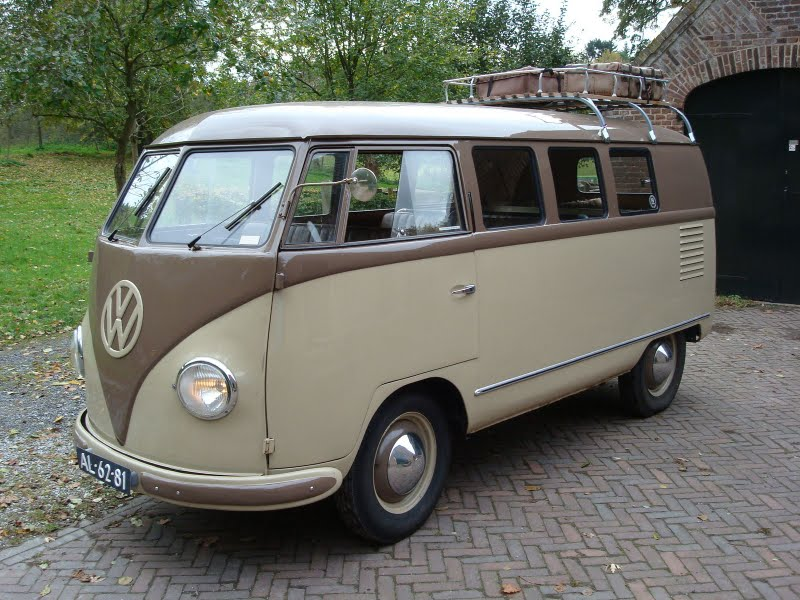
Volkswagen Typ 2 T1 1950–1967

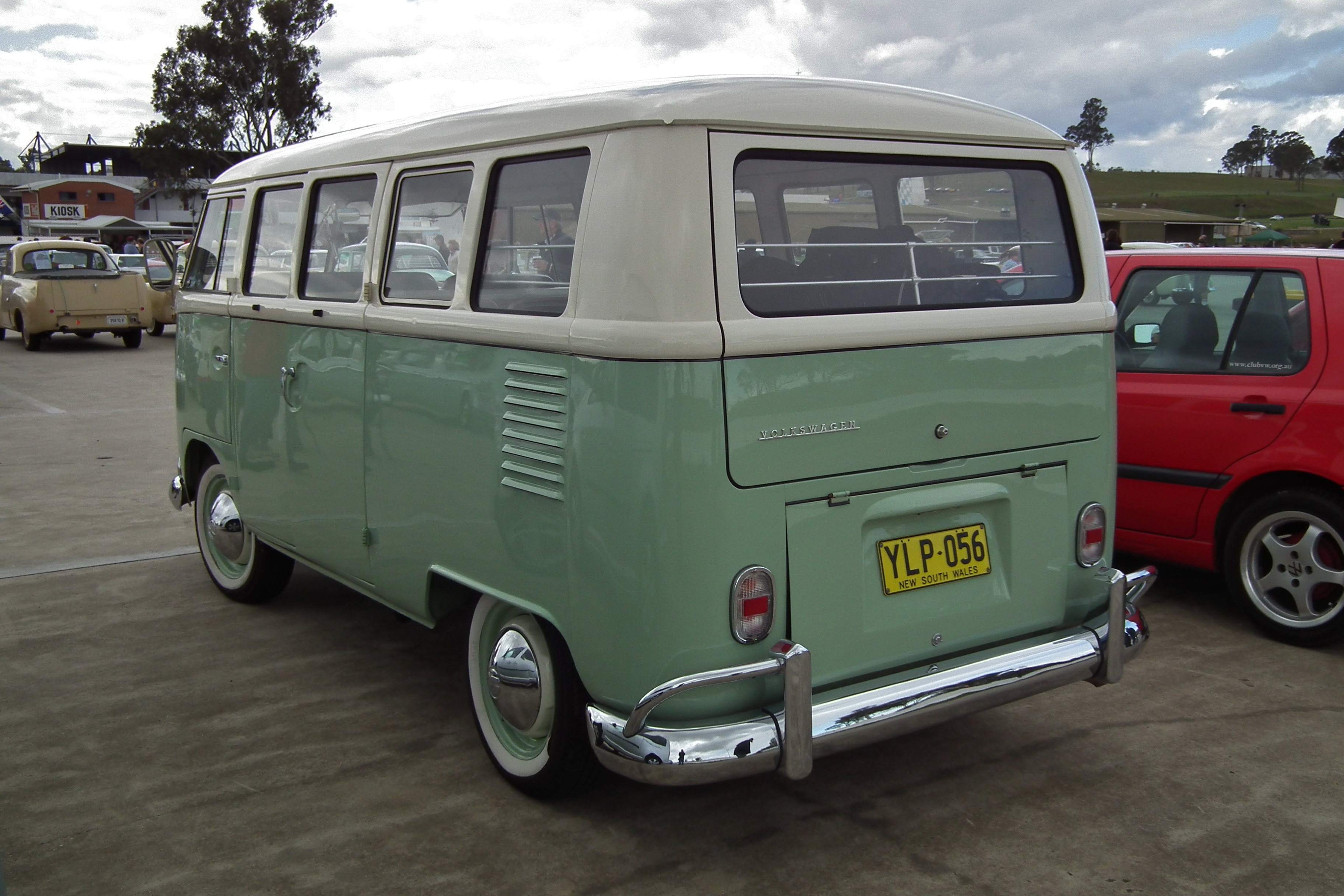
Volkswagen Typ 2 hátulról

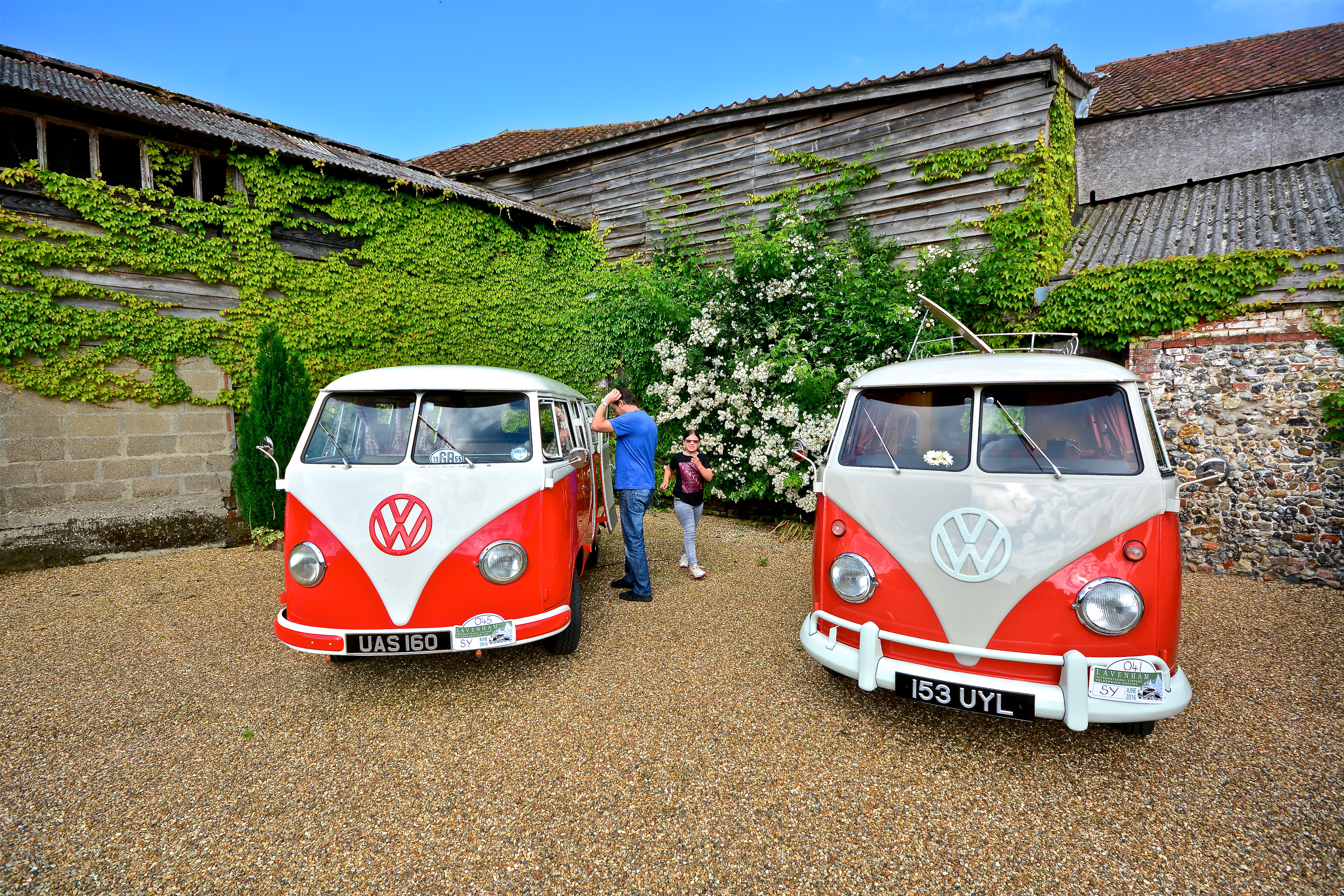
Korábbi indexlámpa nélküli és későbbi indexlámpás változat

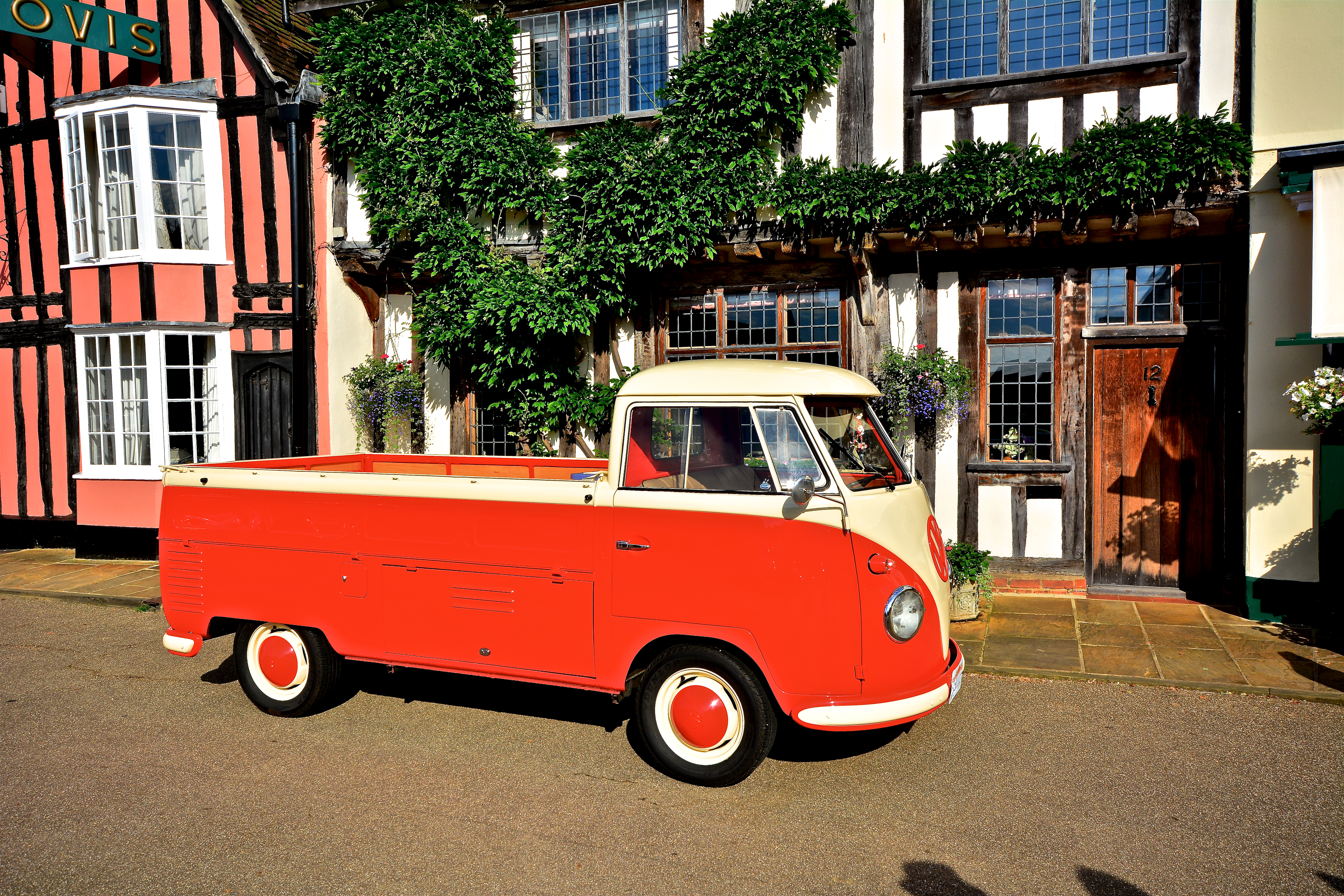
Volkswagen Typ 2 platós kivitel

A Volkswagen Typ 2 (T1) volt a Volkswagen Transporter család első generációja, amelyet 1950-től 1967-ig készítettek. Az első modellek zárt áruszállító és ablakos utasszállító kivitelekben jelentek meg, az első időkben az áruszállítón nem volt hátsó ablak, helyette csak egy nagy „barndoornak” (pajtaajtónak) is nevezett motortérajtó volt kocsi hátulján 1955-ig, az indexlámpák helyett pedig ekkor még karos indexek voltak. Később jelent meg a platós verzió, a duplafülkés változat, amit DOKA-nak is neveznek a német Doppelkabine után, illetve Microbus és Samba neveken a jobban vagy több ablakkal rendelkező utasszállító típusok, köztük a kempingezésre alkalmas lakóváltozatok. Közületi verziók is megjelentek, például mentőautó, ahogy a későbbi generációkból is. 1963-tól kapott a kicsi hátsó lámpák helyett nagyobb ovális hátsó lámpákat és szélesebb csomagtérajtót. A vidám külsejű és színű kocsik kultúrális jelentőségét az 1960-as évek hippikultúrája hozta el, amikor a hippik sok ilyen használt furgont vettek, hogy azokat színesre pingálva éljenek és vándoroljanak velük, főleg Amerikában. A széria gyártását Európában befejezték ugyan 1967-ben, de Brazíliában még 1975-ig gyártották.

## T2 (Typ 2; 1967–1979)

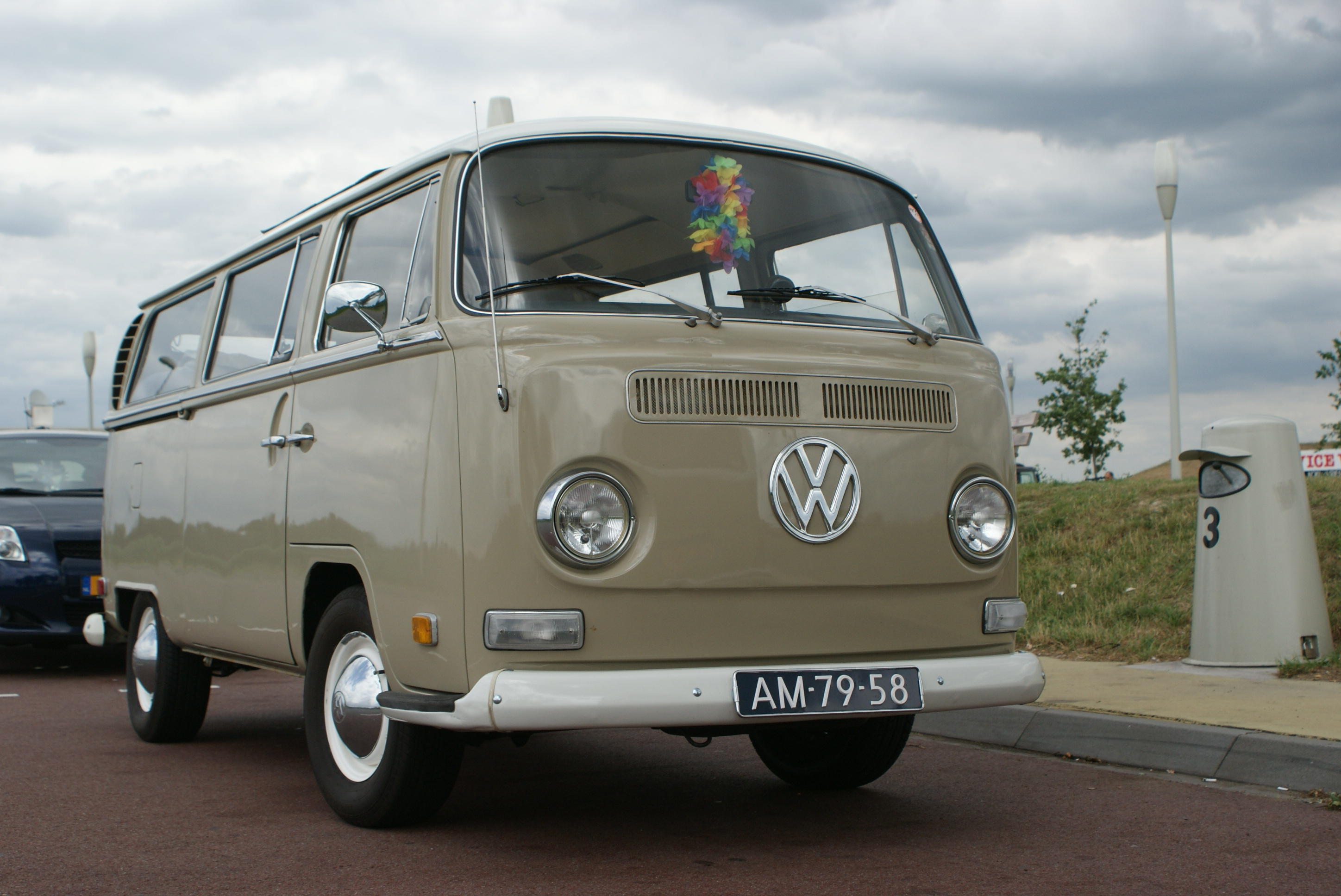
Volkswagen Typ 2 T2 1967–1979

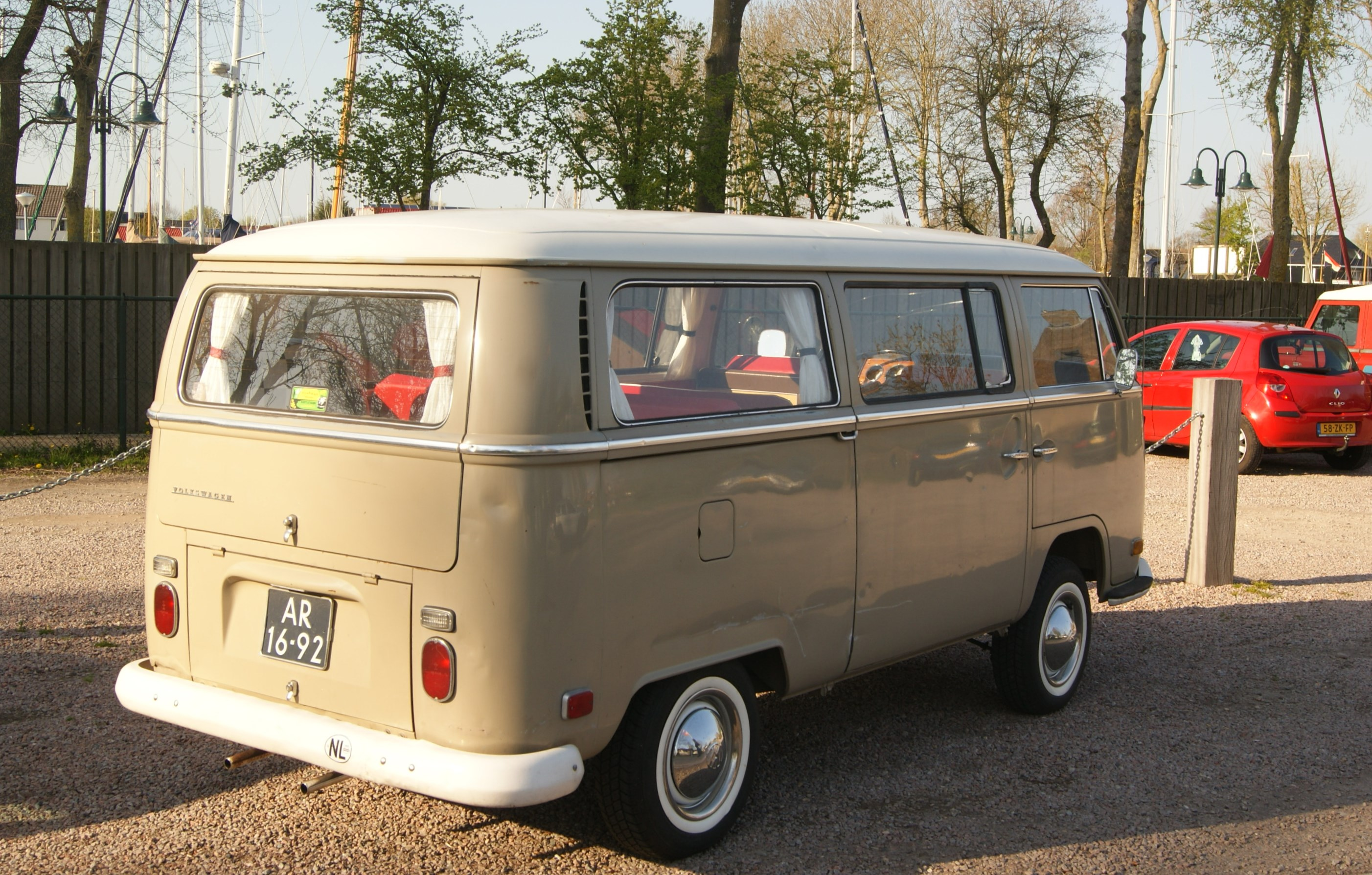
Volkswagen T2 hátulról

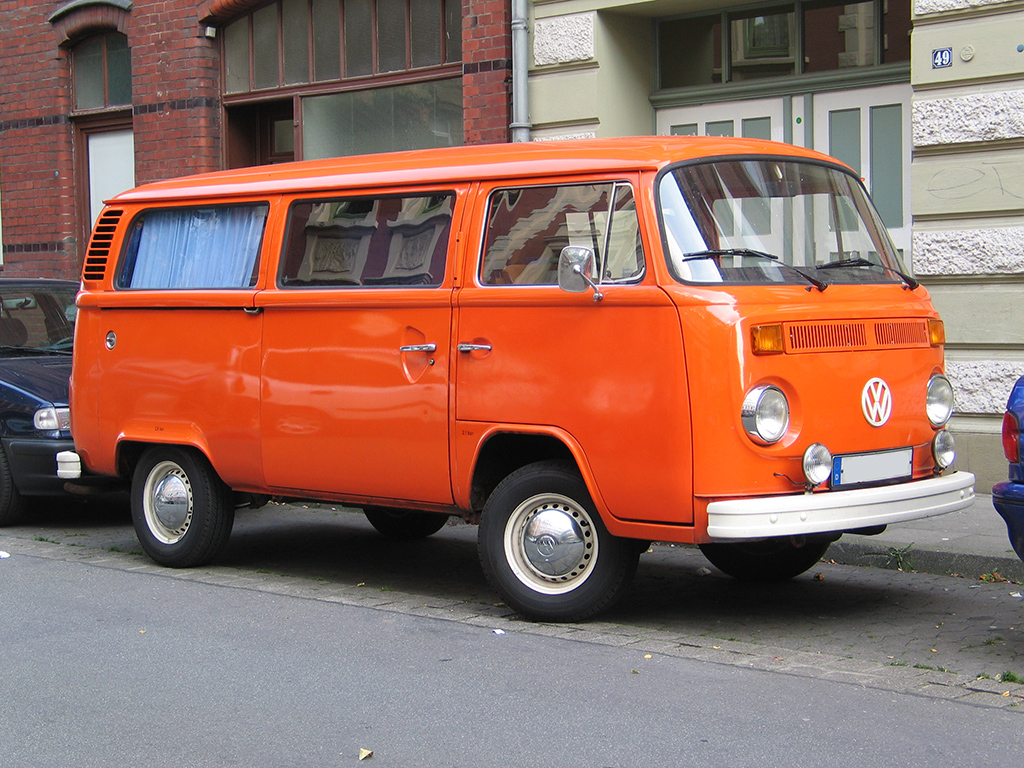
Volkswagen Typ 2 T2 facelift

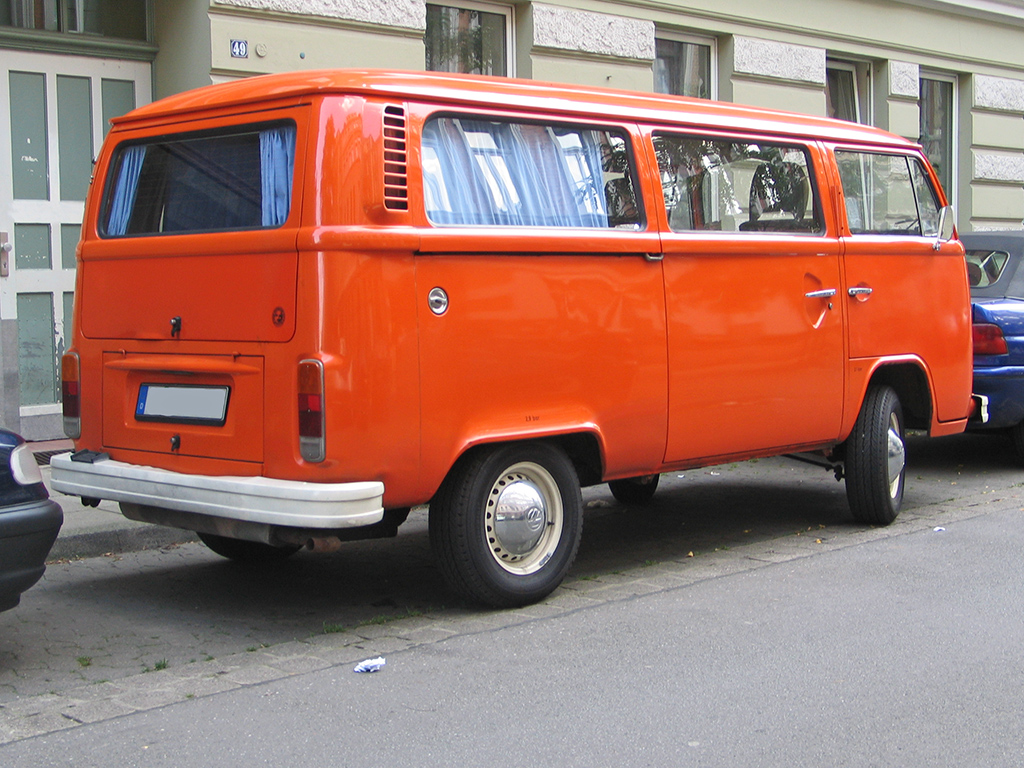
Volkswagen T2 facelift hátulról

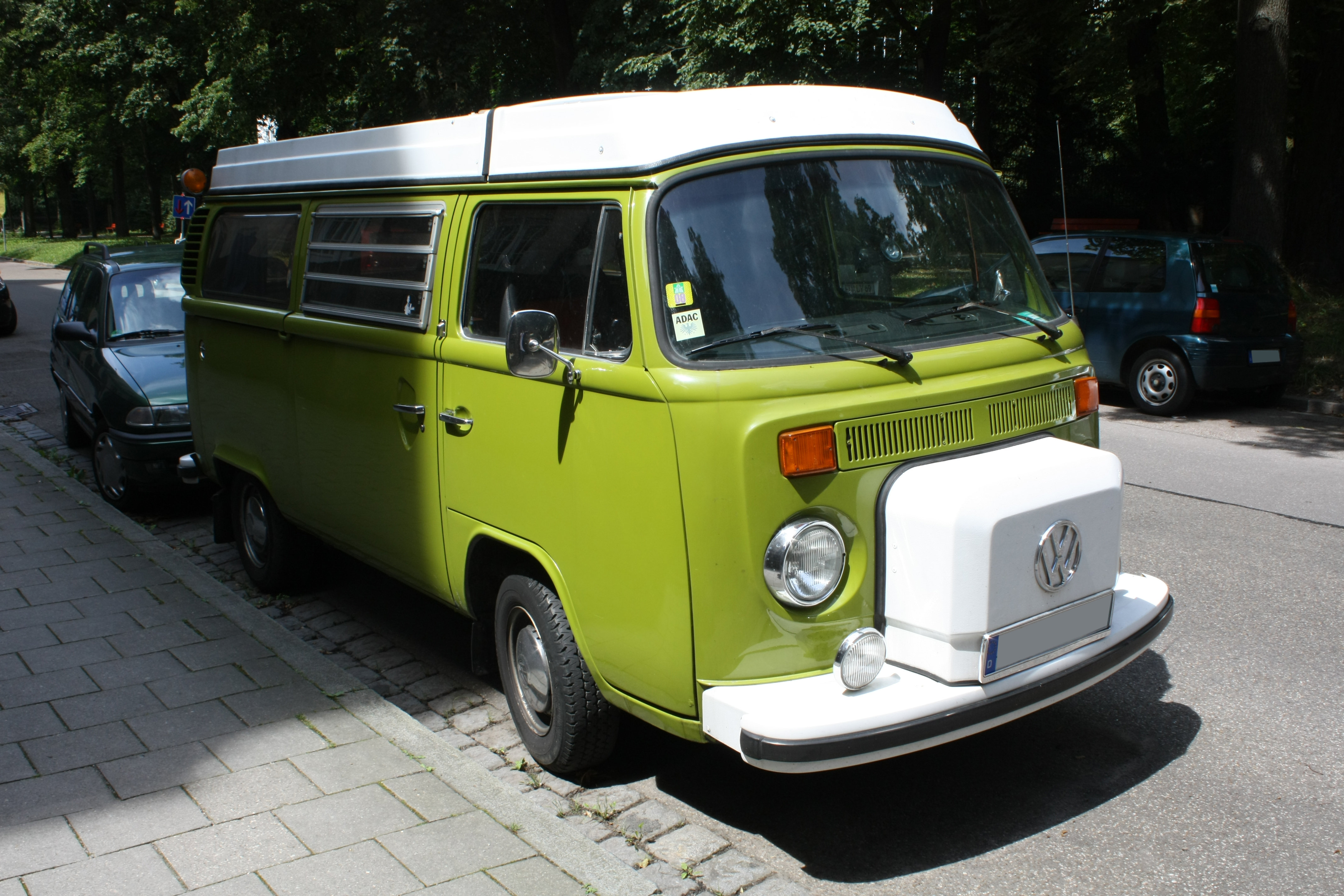
Volkswagen T2 Westfalia-kempingbusz módosított első lökhárítóval és pótkeréktartó dobozzal

A második szériás Volkswagen Typ 2-t, azaz T2-t 1967-től 1979-ig gyártották, 1972-től opcionálisan a Volkswagen Typ 4-es – vagyis a Volkswagen 411/412 – motorja is elérhető volt hozzá.  A formavilág hasonlított az első szériáéra, miközben sokminden változott is, például az oldalsó, zsanéros, kétszárnyú hátsó ajtókat itt cserélték csúszóajtóra és megszűnt az osztott szélvédő is. A kocsi 1971-ben kapott faceliftet, változott a mellső lökhárító, az ezek felett lévő vékony indexlámpák zömökebb formában felköltöztek az elülső szellőzőrostély két oldalára, a hátsó ovális lámpák pedig nagyobb, függőleges hasáb alakú lámpákra változtak. Áruszállító, utasszállító, platós és duplafülkés változat is ugyanúgy készült belőle. Több modellen a kocsi orrára került a pótkerék, leginkább az olyan kempingverzióknál, mint amilyeneket a Westfalia nevű cég is gyártott. Az előddel való hasonlóság miatt egyesek ezt is hajlamosak „hippibusznak” nézni, de a T2 a kora miatt sohasem volt az. Ez a sorozat is túlélte az európai gyártás 1979-es végét, legtovább ezt is Brazíliában gyártották, méghozzá egészen 2013-ig! A brazil verziók már több változást hordoztak magukon, a legszembetűnőbb az utólagos hűtőmaszk, amire ezen kocsik vízhűtéses motorja miatt volt szükség.

## T3 – Transporter (Typ 2; 1979–1992)

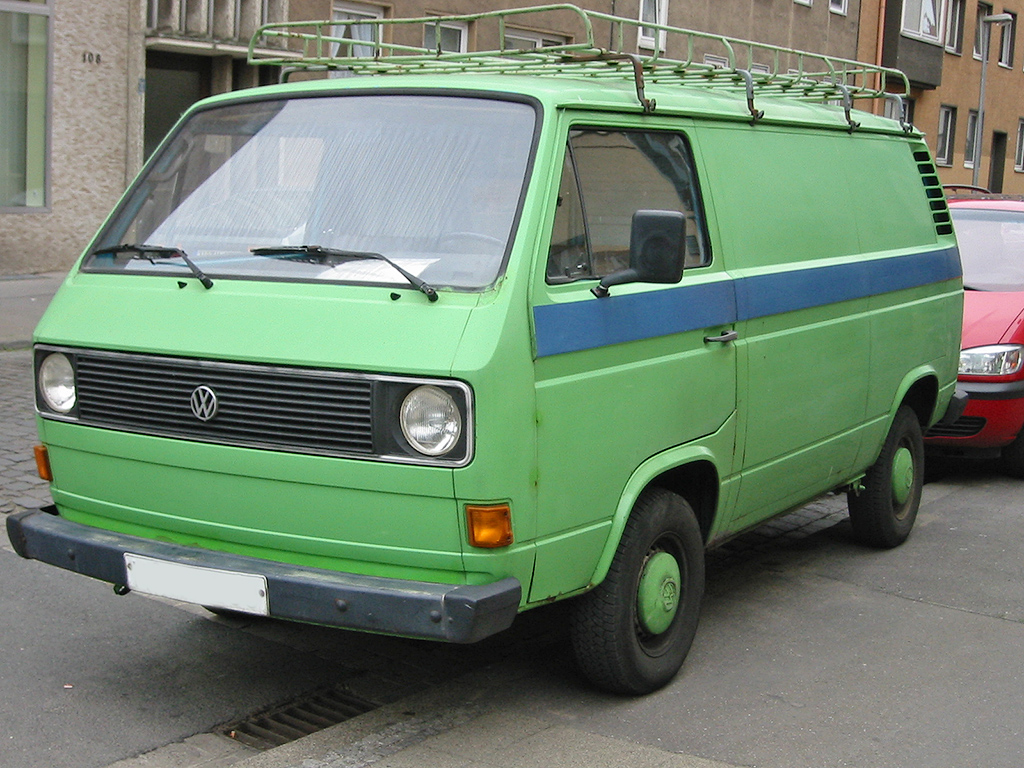
Volkswagen Typ 2 T3 1979–1992

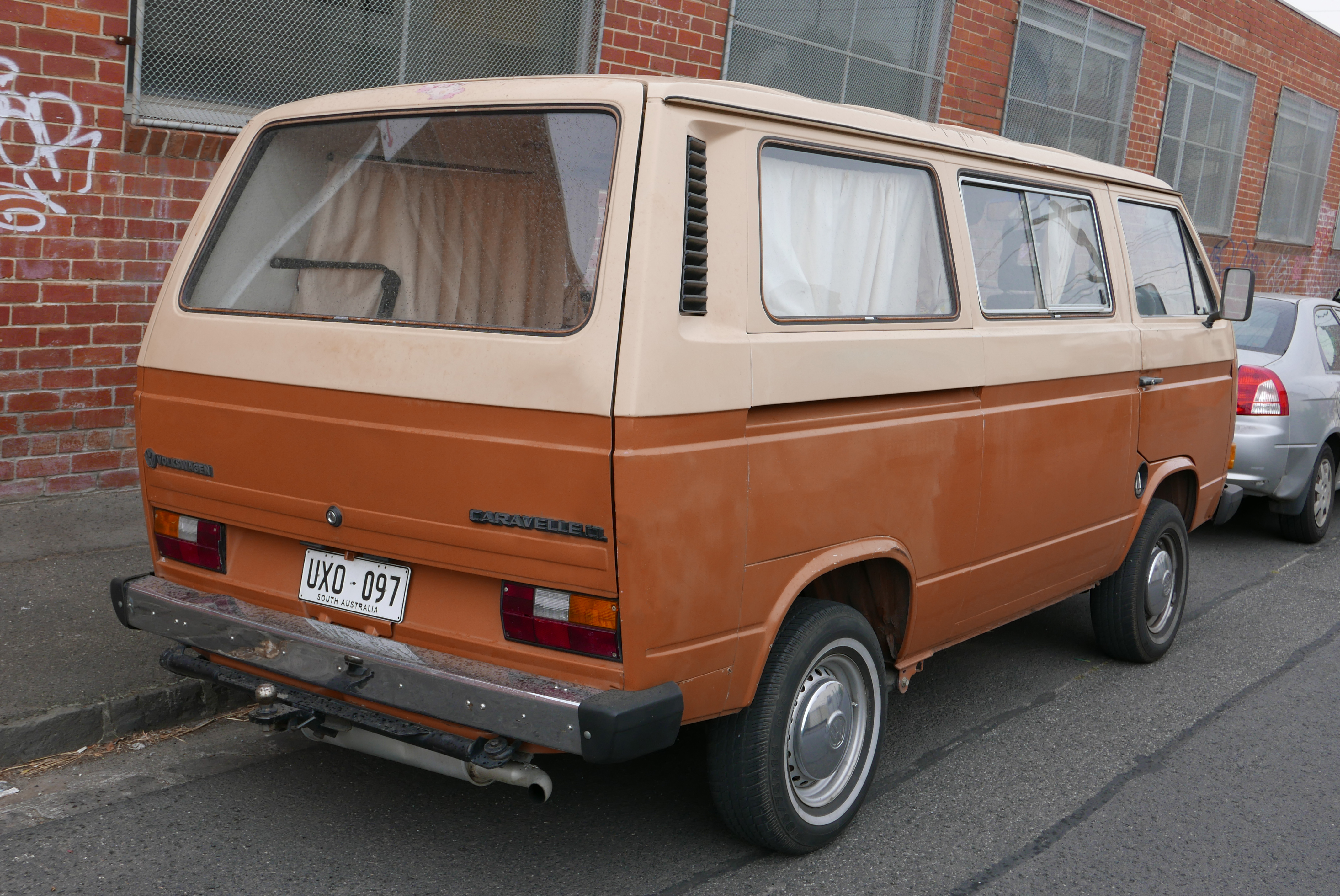
Duplafényezésű Volkswagen T3 hátulról

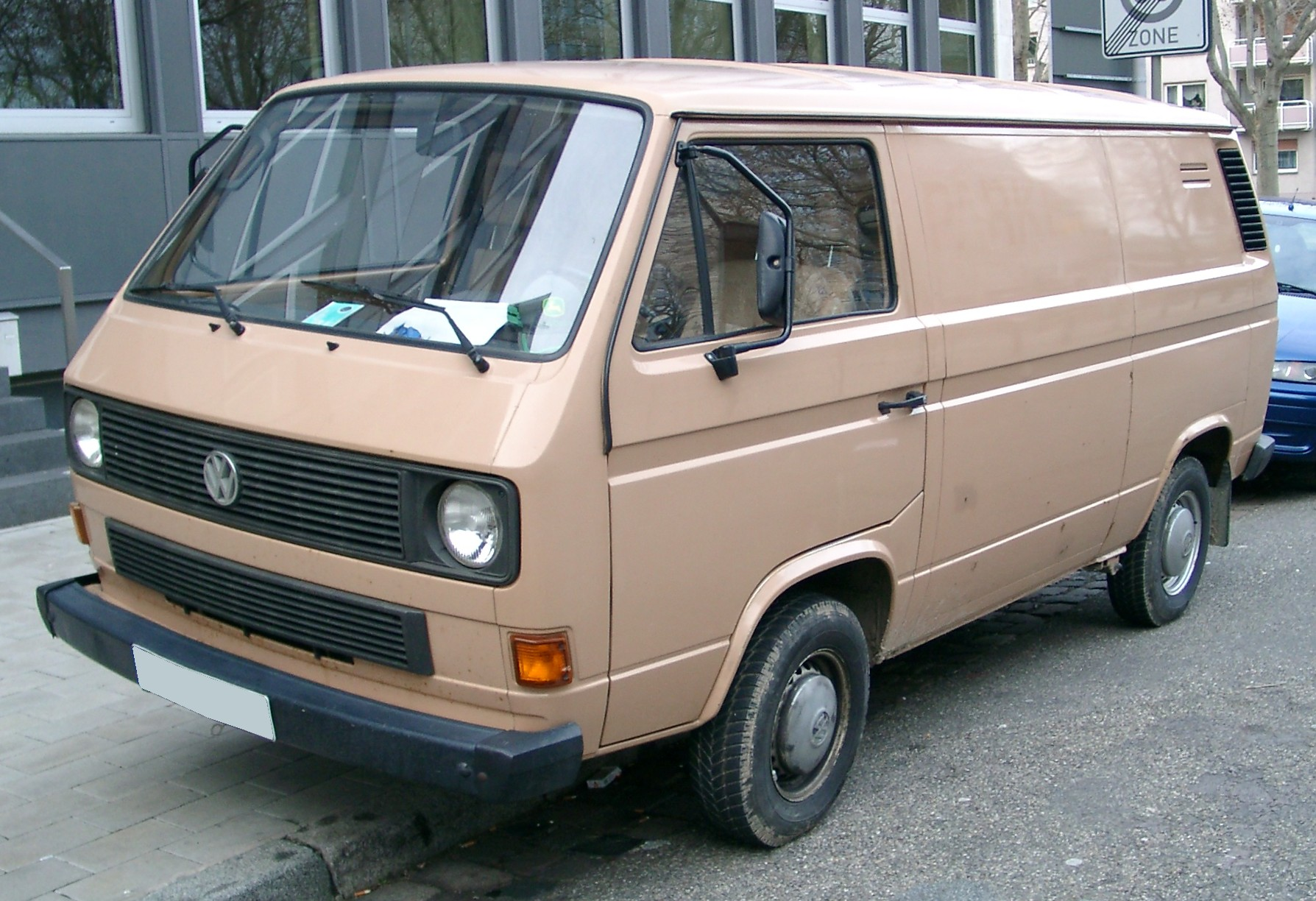
Volkswagen T3 vízhűtéses motorral, emiatt van az alsó hűtőrács

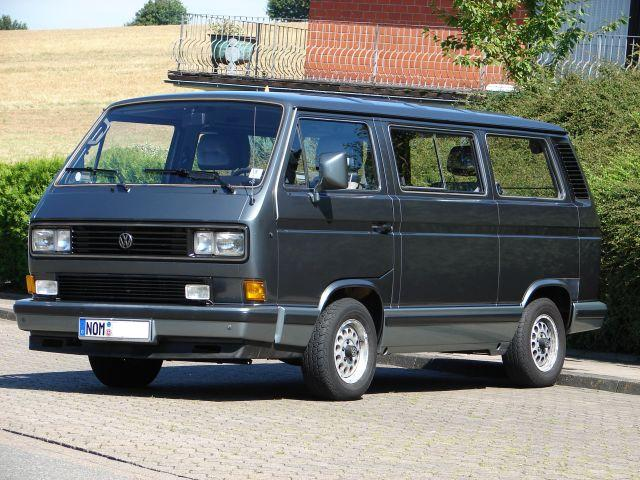
Volkswagen T3 nagyobb első lámpákkal

A harmadik szériás Volkswagen Typ 2 T3 – más néven a T25 vagy a Vanagon az Egyesült Államokban – volt az egyik legutolsó Volkswagen platform, amely léghűtéses motorral működött. Hivatalosan még Typ 2 volt, de már megjelent a Transporter elnevezés is. A kocsi magán viseli az elődök számos esztétikai és technikai sajátosságát, példaul a még mindig hátulra szerelt motort vagy a gyári dupla-színezést, ugyanakkor azokhoz képest sokkal modernebb, szögletesebb megjelenésű, és sok új technikai megoldást is hordozott, mint szervókormány, légkondicionáló, központi zár és elektromos tükrök. Bizonyos típusok az 1980-as évek derekától nagyobb, szögletes fényszórókat kaptak az eredeti körlámpák helyett. A Volkswagen léghűtéses motorjait követte egy vízhűtéses boxer motor 1983-ban, de ennél a sorozatnál jelent meg először dízelmotor is. Ugyanúgy áruszállító, utasszállító, platós és duplafülkés verziókban készült, de létezett 4×4-es Syncro-változat is, valamint a Porsche a saját kísérőverzióiba 3.2-es hathengeres Porsche-motort szerelt 231 lóerővel, ezek a csak néhány példányban készült B32 jelzésű változatok talán a sorozat legritkább darabjai. Ez a széria is túlélte az európai gyártás 1992-es végét, legutoljára 2002-ben szűnt meg a gyártása Dél-Afrikában.

## T4 – Transporter (1990–2003)

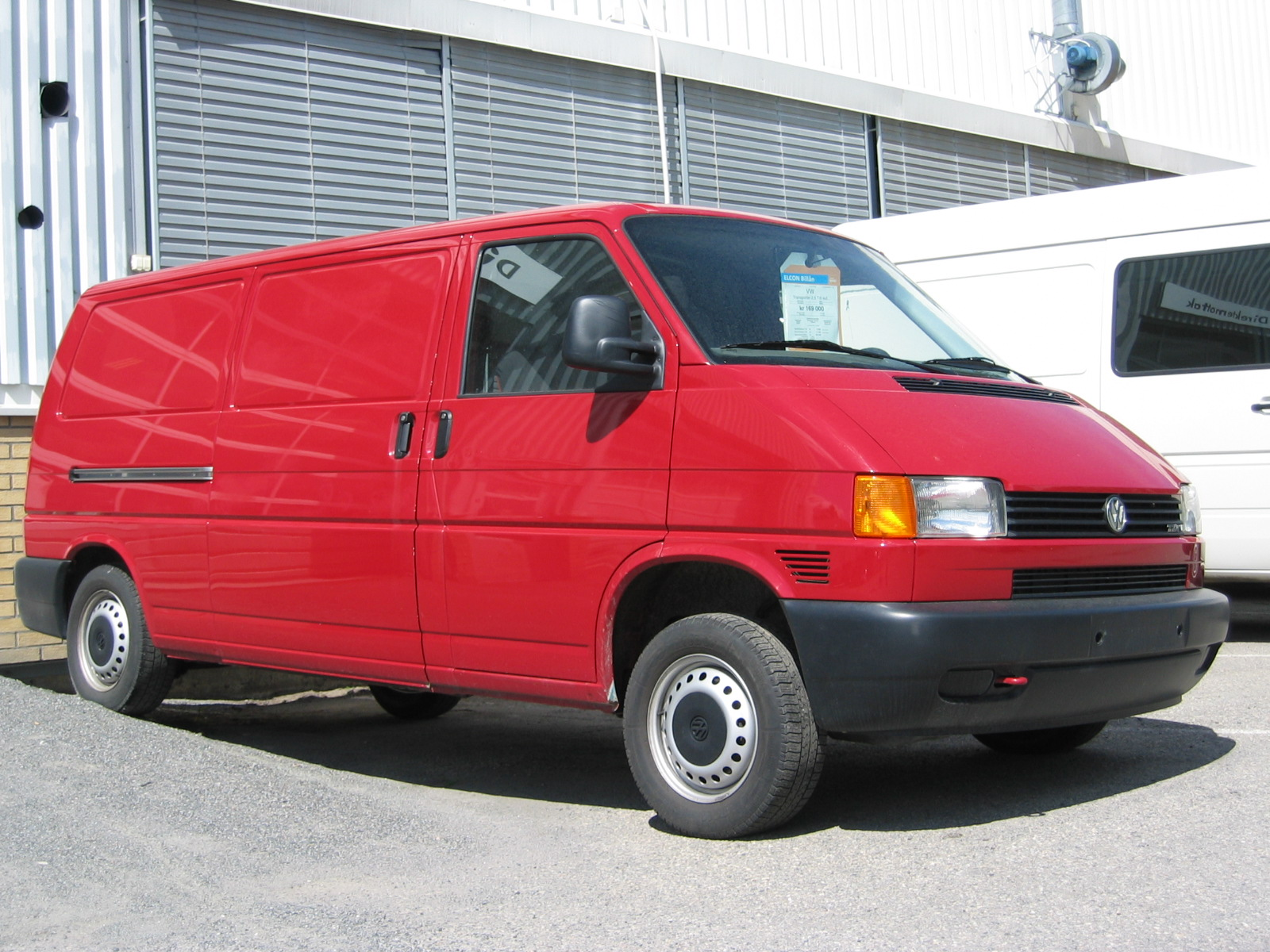
Volkswagen Transporter
1990–2003

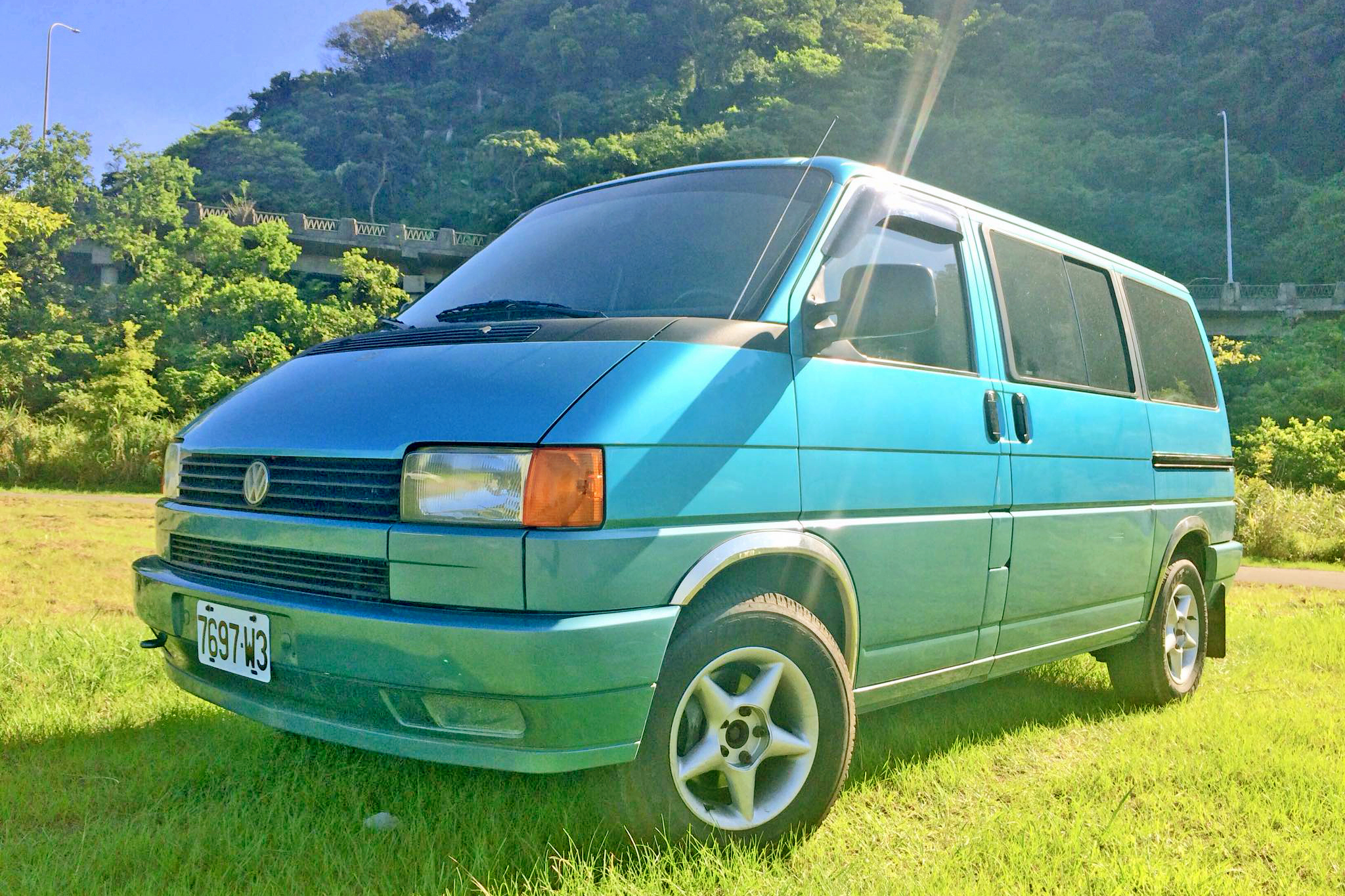
Tajvani gyártású Volkswagen T4

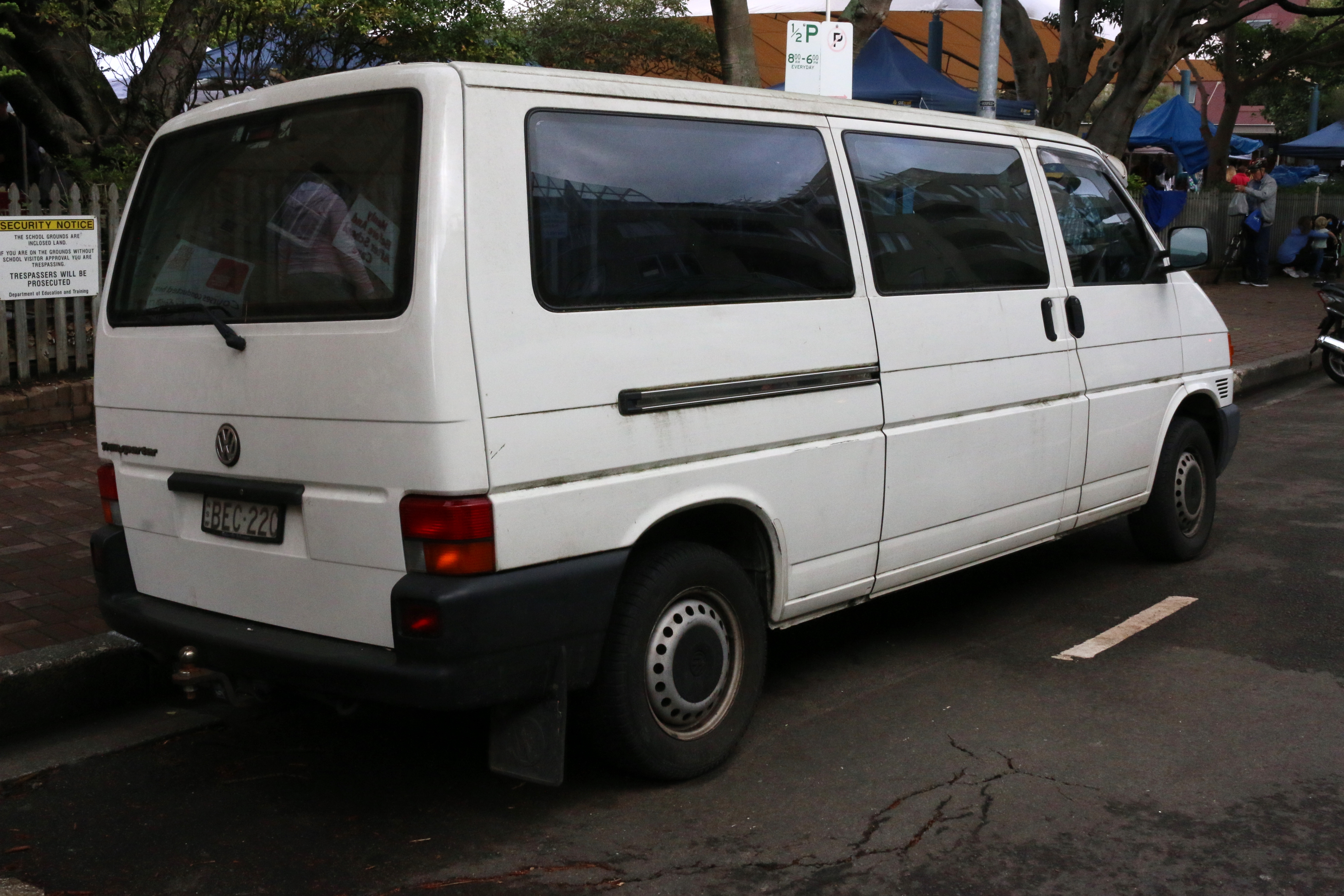
Volkswagen T4 hátulról

Az első hivatalos "T platform" jármű, a Volkswagen Transporter negyedik szériája (T4) drámai módon frissítette a Volkswagen vonalat egy elülső, első kerék meghajtású, vízhűtéses motorral. A konstrukció teljes mértékben szakított az addigi Typ 2-es kocsik szerkezeti és formavilágával, leginkább azért, mert a konkurens gyártók ekkori kisbuszai már sokkal korszerűbb, pakolhatóbb, variálhatóbb konstrukciókkal rendelkeztek, ehhez pedig a Volkswagennek is igazodnia kellett, ezért a motor és a meghajtás is előre koncentrálódott, így a kocsit jóval szabadabban lehetett módosítani; számos hosszúsággal vagy felépítménnyel készülhetett áruszállító, utasszállító, szóló és duplafülkés verzióban is. A leginkább dízelmotorokkal szerelt típus motorikusan nagyon tartósnak bizonyult. A T4-et Észak-Amerikában a Volkswagen Eurovan forgalmazta 1992-től 2003-ig.

## T5 – Transporter (2003–2016)

### 2003–2009 (pre facelift)

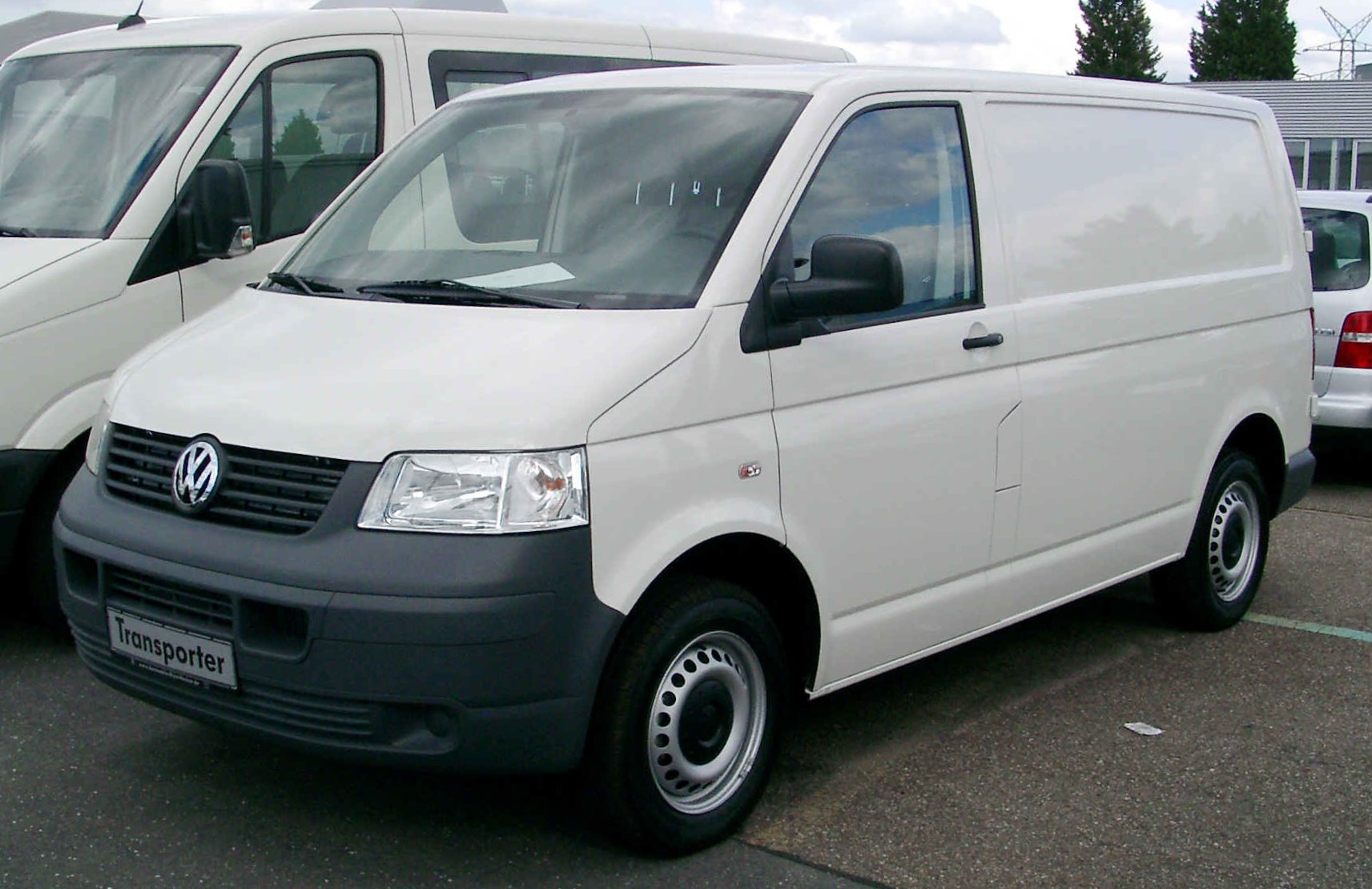
Volkswagen Transporter
2003–2009

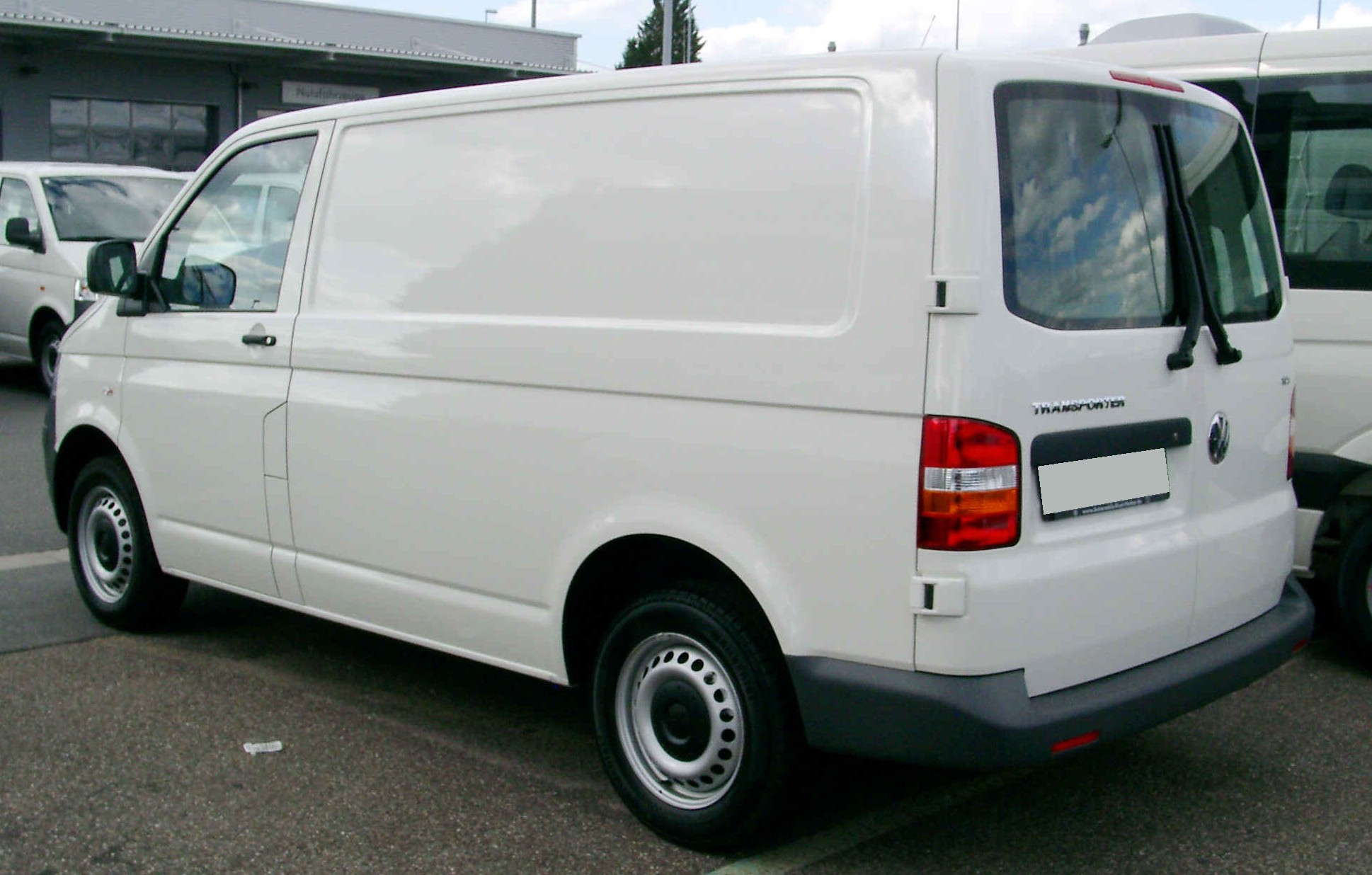
Volkswagen T5 hátulról

A Volkswagen Transporter (T5) a Volkswagen T platform előző változata. Észak-Amerikában, Mexikóban, az Egyesült Államokban és Kanadában is forgalmazták. Európában 2003-től 2016-ig készítették. Műszakilag már összetettebb, bonyolultabb a T4-hez képest, ezért azokhoz képest már kevésbé tartós.

### 2009–2016 (facelift)

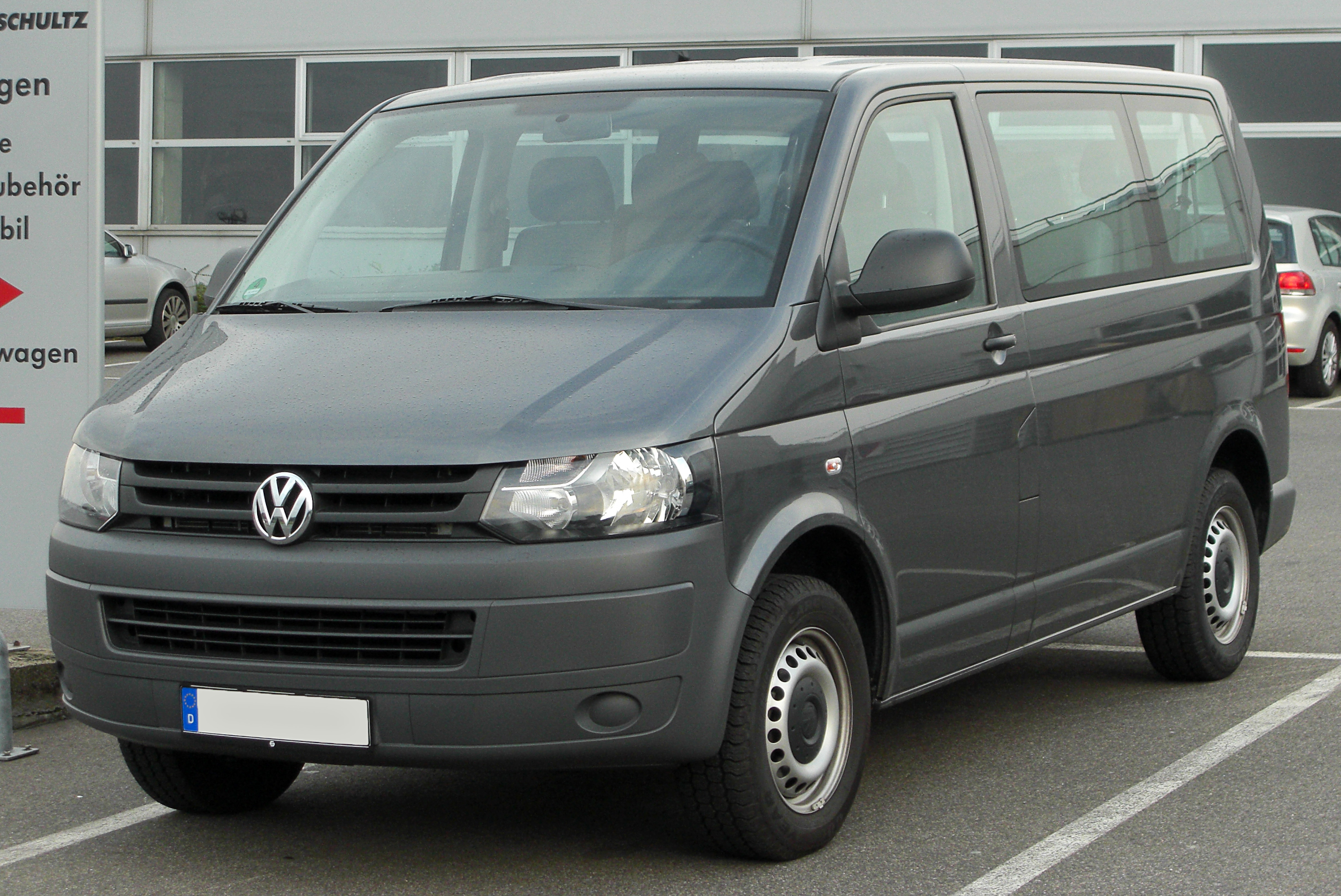
Volkswagen Transporter
2009–2016

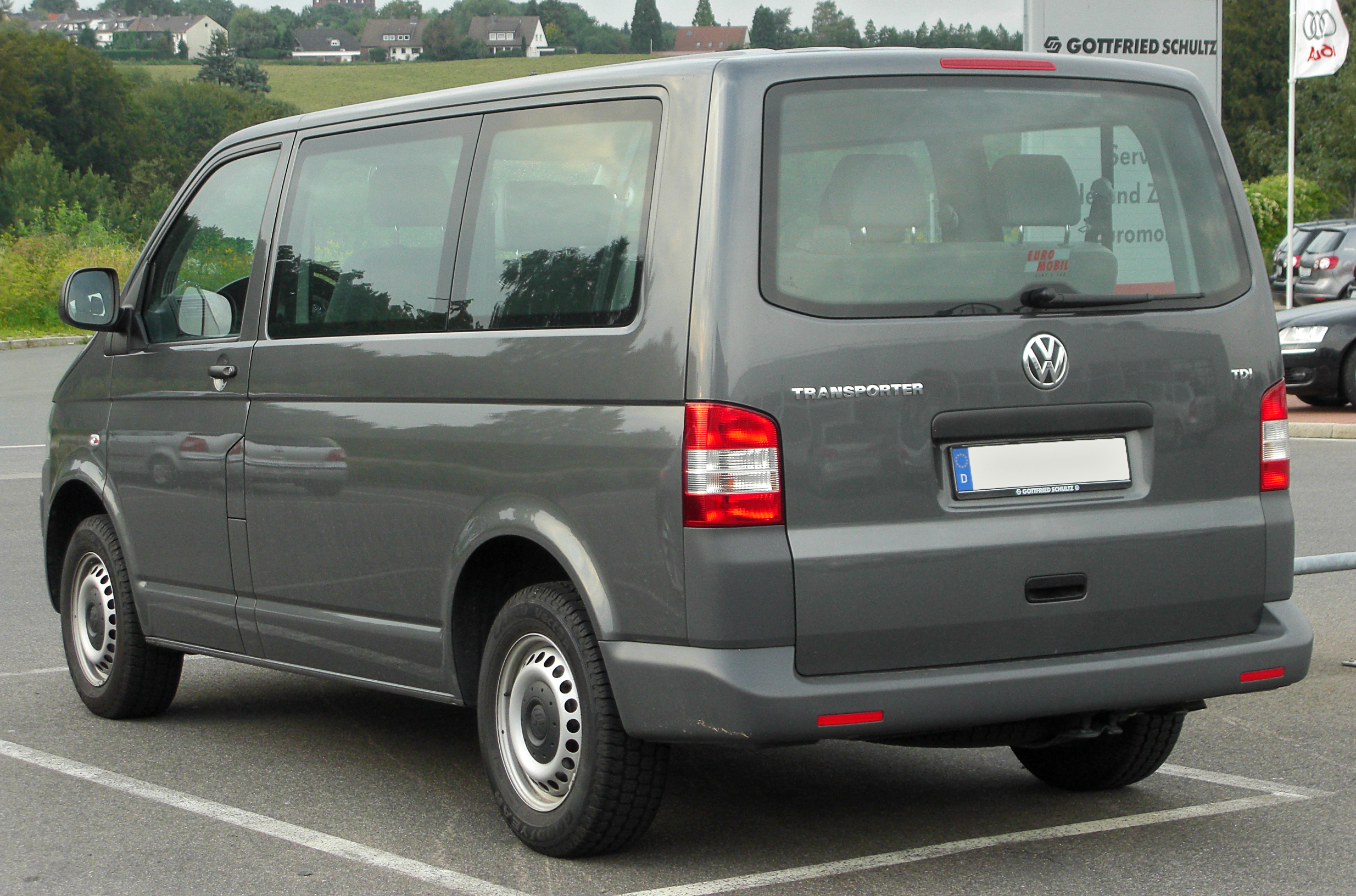
Volkswagen T5 facelift hátulról

A Transporter T5 termékcsalád 2009 elején kapott faceliftet. A frissített erőátviteli lehetőségek közé sorolhatjuk a common rail dízelmotorokat, valamint a kettős tengelykapcsolót könnyű haszongépjárműre tervezett erőátviteli rendszerrel. Ezekkel együtt a Volkswagen Group 7-sebességes sebességváltóját (DSG) is megkapta.

## T6 – Transporter (2016–2024)

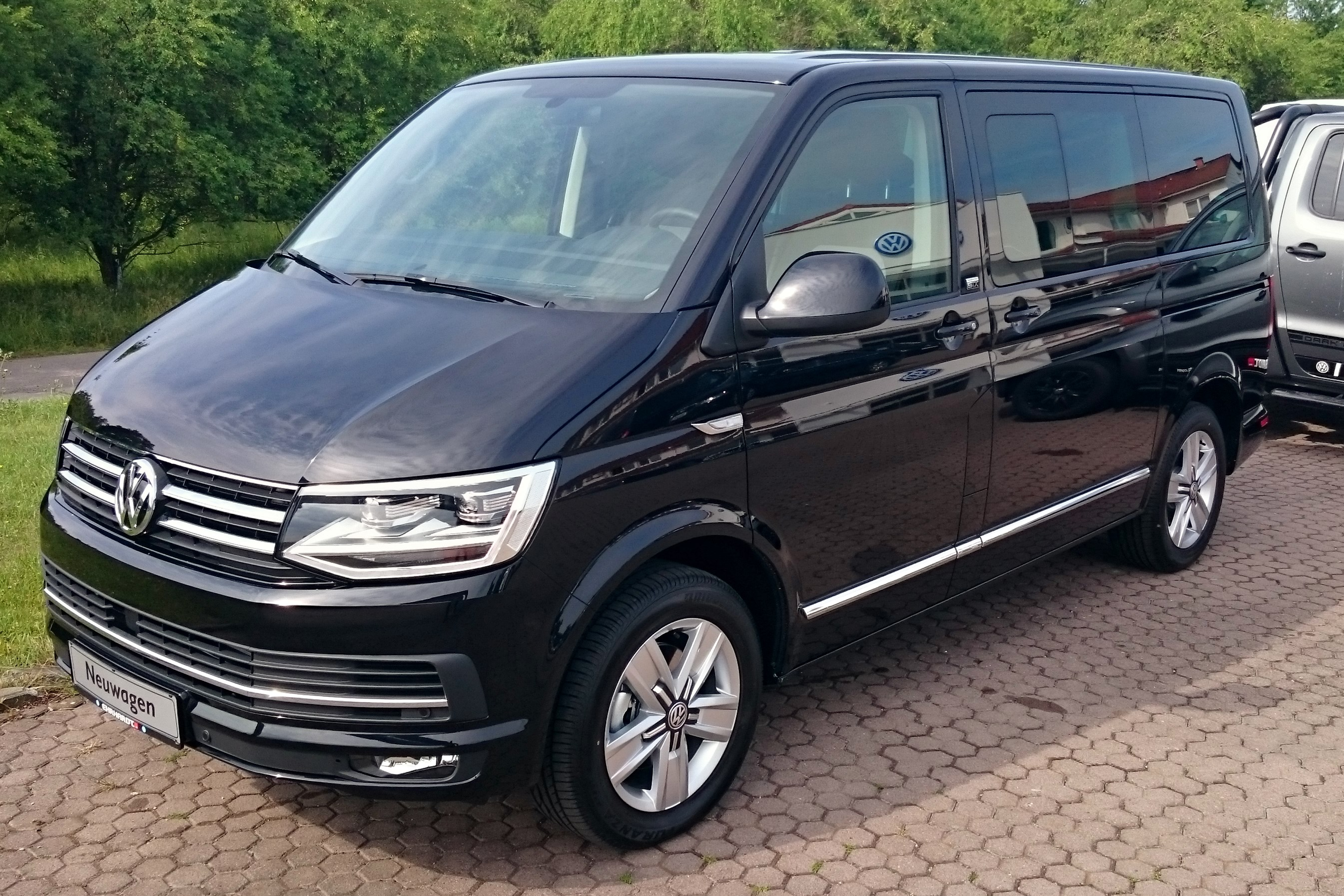
Volkswagen Transporter 2016–2024

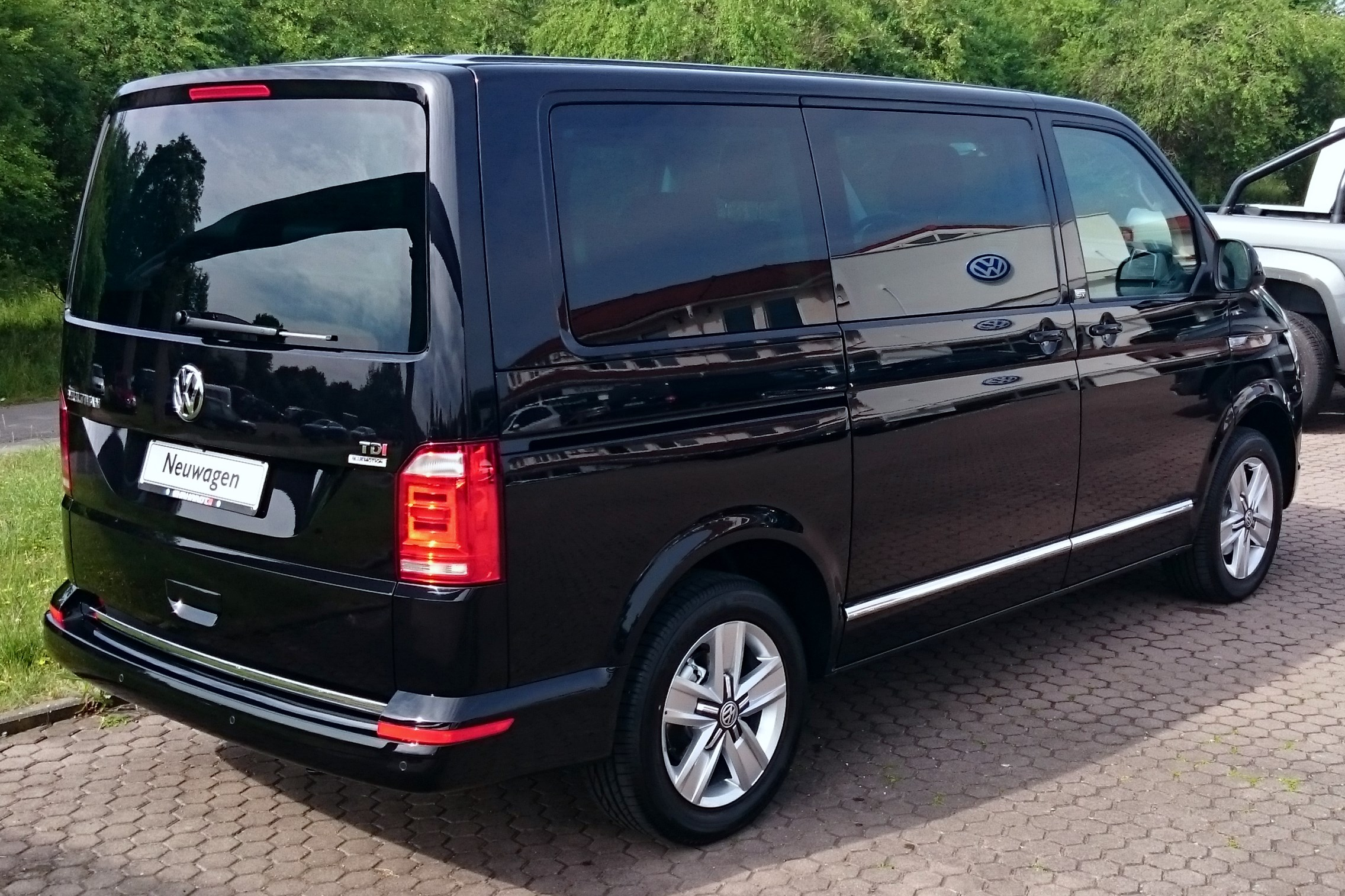
Volkswagen T6 hátulról

2016-ban a Volkswagen kiadta a Transporter legújabb, a T6-os jelzésű generációját, a kocsit minden különösebb felhajtás nélkül mutatták be, így túl sok újdonsággal nem szolgált. 2020-ban egy újabb ráncfelvarrás történt T6.1 néven.

## Multivan (2022–napjainkig)

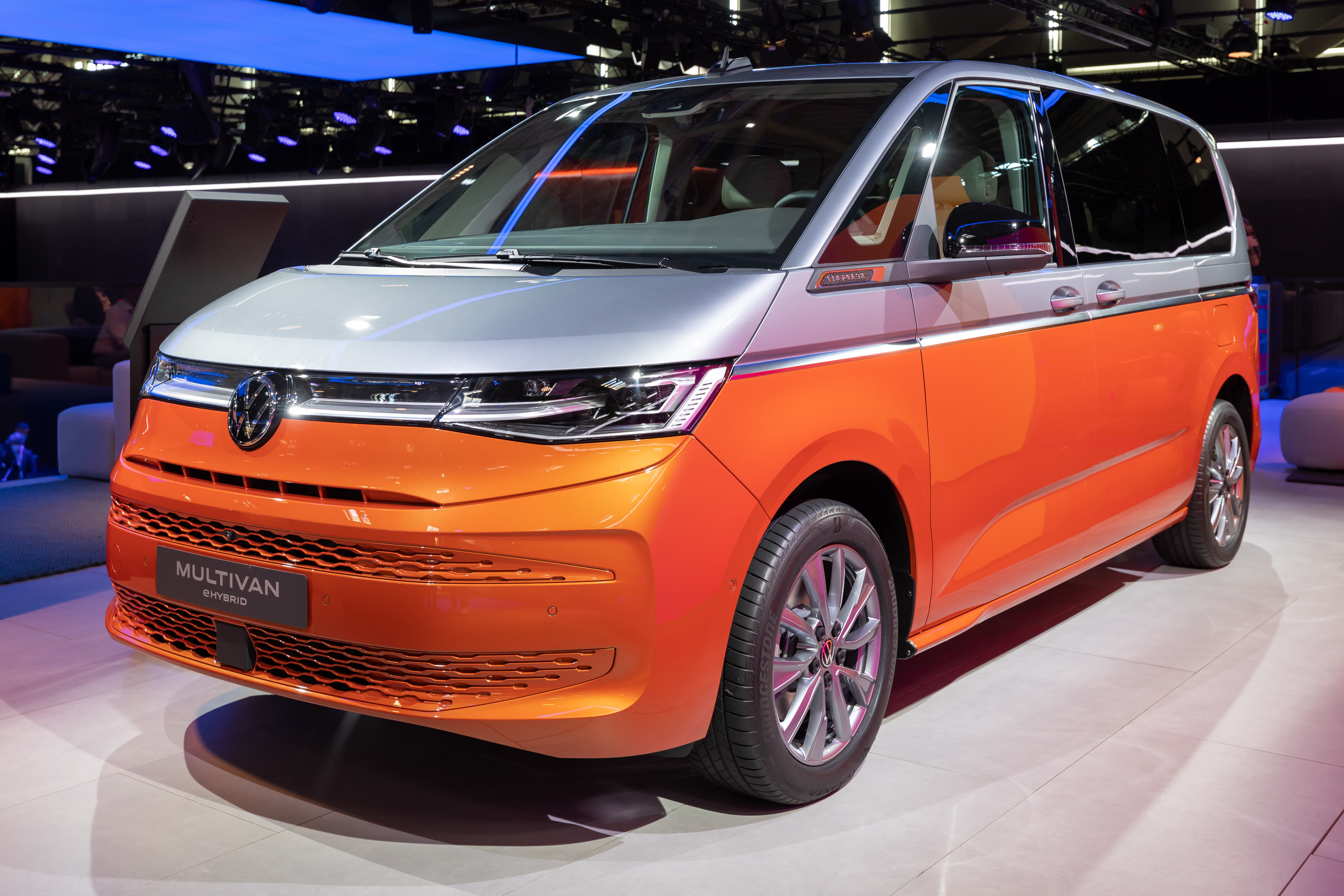
Volkswagen T7 Multivan

A következő Volkswagen egyterű hivatalosan már nem Transporter, mivel a név kikerült a használatból; a csak Multivanként készülő utasszállító kocsi inkább a 2022-ben felhagyott Sharan utódjának felel meg. A típus hibrid hajtással is kapható.

## ID.Buzz (2022–napjainkig)

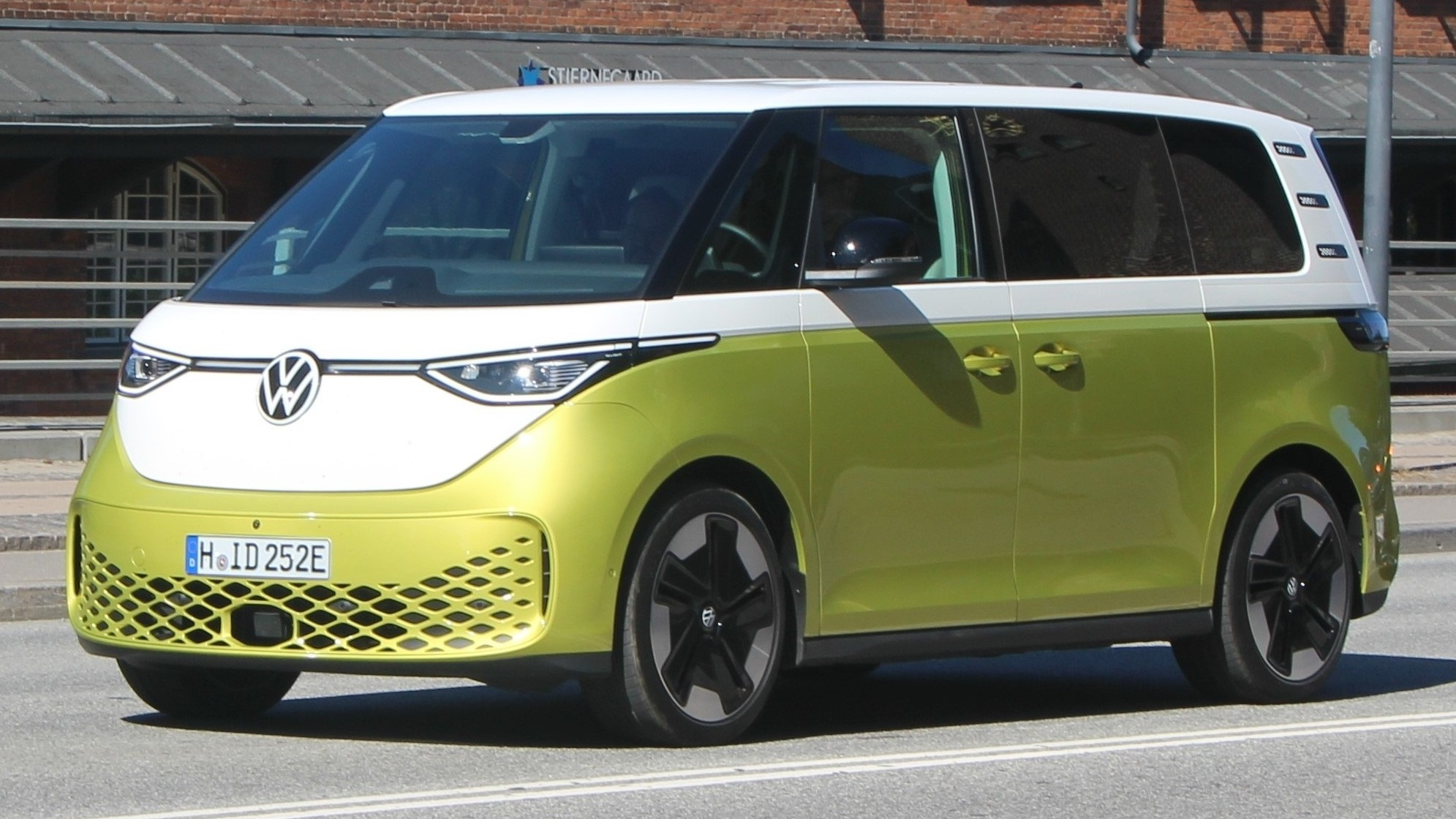
Volkswagen ID.Buzz

A Volkswagen 2022 megjelent elektromos kisbusza az első szériás Typ 2 T1 stílusát követte; hivatalosan ez sem számít Transporternek, de a kötődése a típushoz egyértelmű. A hasonlóságot növeli, hogy egy évre rá megjelent az áruszállító változata is. Utóbb hosszabb tengelytávval is megjelent, de csak utasszállító kivitelben. Ez a típus Észak-Amerikában is kapható, ahol utoljára a T4-et forgalmazták.

## T7 – Transporter (2024–napjainkig)

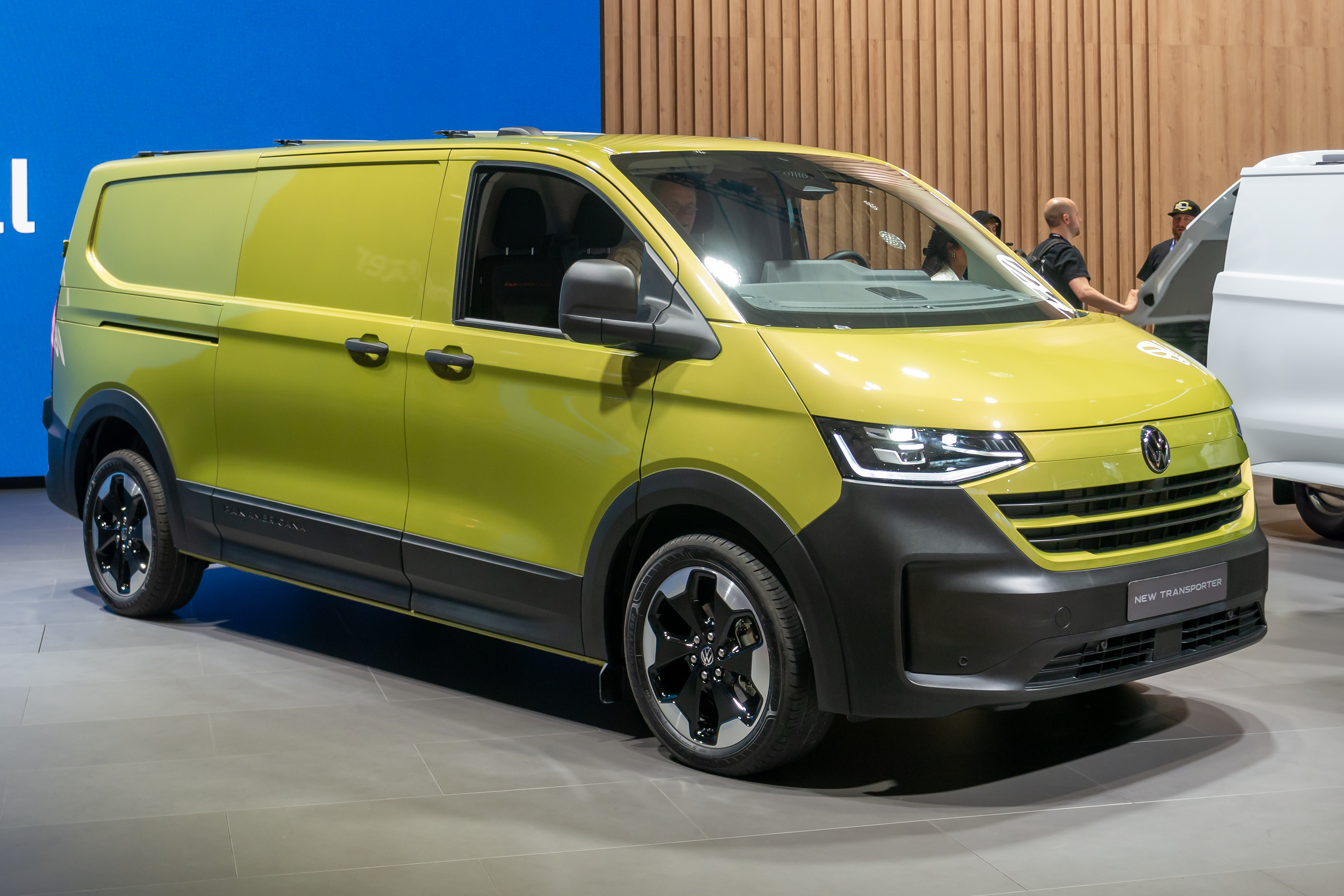
Volkswagen Transporter 2024–

A hetedik generációs Transporter 2024 második felében debütált, a kocsi a kortárs Ford Transittal közös műszaki alapokkal rendelkezik. A típus először zárt áruszállító változatban jelent meg, kétféle hosszúsággal, utána érkeznek a különféle, utasszállító, duplafülkés, illetve összkerekes változatok. A meghajtás kezdetben dízel, majd idővel hibrid és elektromos motor. Rövid időn belül tuningolt változatok is megjelentek az Irmscher tuningcégtől.

## Fordítás
- Ez a szócikk részben vagy egészben  a   Volkswagen Transporter című angol Wikipédia-szócikk fordításán alapul.  Az eredeti cikk szerkesztőit annak laptörténete sorolja fel. Ez a jelzés csupán a megfogalmazás eredetét és a szerzői jogokat jelzi, nem szolgál a cikkben szereplő információk forrásmegjelöléseként.